# Stora Kravelen (1532)
Stora Kravelen eller "Stora Kraveln" var ett av Gustav Vasas kravellbyggda örlogsskepp. Hon fungerade som ett svenskt linjeskepp och byggdes som det första skeppet på Stockholms skeppsgård nedanför Slottet Tre Kronor i början av 1530-talet. Tågverket beställdes i Danzig efter ett brev från Gustav Vasa den 7 april 1532.
Stora Kravelen sjösattes 1532 och var Sveriges ditintills största skepp. Längden var hela 55 meter och akterkampen nådde upp till åtta meters höjd över vattnet. Besättningen bestod av cirka 300 sjömän samt ett tusental knektar. Hon var Måns Svensson Somes amiralsskepp under Grevefejden och deltog som sådant under 1535 års samtliga sjöslag. I slaget vid Bornholm, förföljde Stora Kraveln det lübska amiralsskeppet, men detta lyckades undkomma. Man försökte därefter borda en större holk, vilken dock sköt ned Stora Kravelens dragskepp, och kunde därigenom undkomma. Under natten lyckades dock besättningen erövra ett skepp som senare införlivades i svenska flottan under namnet Svanen. Under striderna gick 74 man förlorade av besättningen.
Även enligt Olaus Magnus medförde ”Den stora Kravelen” en besättning av 1000 soldater och 300 sjömän, och var bestyckat med murbräckor och annat groft skytt.